# Kolonza
Kolonza (cyr. Колонза) – wieś w Czarnogórze, w gminie Ulcinj. W 2011 roku liczyła 232 mieszkańców.